# Salih Bozok
Salih Bozok est un officier dans l'armée ottomane, puis à l'armée de terre turque et homme politique de la République de Turquie, né en décembre 1881 à Salonique (aujourd'hui Thessalonique) dans l'Empire ottoman et mort le 24 avril 1941 à Istanbul (Turquie). Il est un aide de camp en chef de Mustafa Kemal (Atatürk), le fondateur de la Turquie moderne.

## Biographie

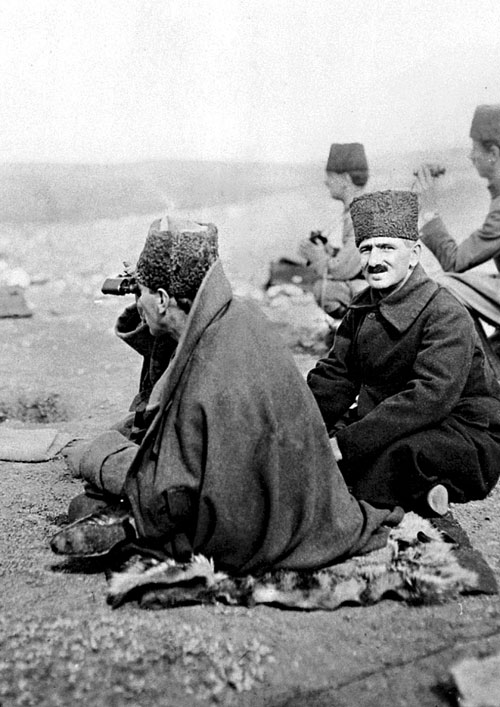
Mustafa Kemal Atatürk et Salih Bozok, en pleine bataille de la Sakarya (1919-1922).

Il est un proche ami d'enfance de toujours de Mustafa Kemal Atatürk. Tous les deux sont nés en 1881, à Salonique, et sont allés ensemble à l'école militaire de Monastir (tr). Le 10 novembre 1938, au moment du témoignage du cadavre de Mustafa Kemal Atatürk dans la chambre de ce dernier, au palais de Dolmabahçe, d'où il est sorti, désemparé et abasourdi, et s'est tiré une balle dans la poitrine avec un pistolet. Cependant, la balle a manqué de peu son cœur. Il résiste sa blessure mortelle jusqu'à sa mort, en avril 1941.
Il a longtemps gardé son manuscrit qui, dans lequel il raconte sa carrière et son intimité et une partie de celles de son ami, Mustafa Kemal Atatürk, est resté inédit jusqu'en 2005.
L'acteur Serhat Kılıç endosse ses costumes dans le film biographique turc Veda (2010) de Zülfü Livaneli, aux côtés de Sinan Tuzcu et Burhan Güven qui incarnent Mustafa Kemal Atatürk.

## Œuvres
- (tr) Salih Bozok et Cemil S. Bozok, Hep Atatürk'ün Yanında [« Toujours avec Atatürk »], Çağdaş Yayınları, mai 1985, 279 p. ;
- (Can Dündar), Yaveri Atatürk'ü Anlatıyor, Doğan Kitapçılık, Istanbul, 2001 ;
- (Salih Bozok - Cemil S.Bozok) , Hep Atatürk'ün Yanında", ATATÜRK VAKFI YAYINLARI, Istanbul 2019.